# Dalmates
Ne doit pas être confondu avec Dalmatien.
 (octobre 2009).
Si vous disposez d'ouvrages ou d'articles de référence ou si vous connaissez des sites web de qualité traitant du thème abordé ici, merci de compléter l'article en donnant les références utiles à sa vérifiabilité et en les liant à la section « Notes et références ».
Le nom Dalmates peut désigner :
- un peuple antique appartenant à la famille des peuples illyriens, qui occupait la région méridionale de l'actuelle Croatie, soit les régions côtières et insulaires le long de la mer Adriatique, entre l'Istrie et l'Albanie ;
- les locuteurs d'une langue romane disparue, le dalmate ;
- les locuteurs de langues romanes orientales disparues (incluant ou non le dalmate), également appelés morlaques par les Slaves méridionaux ;
- les habitants de la région historique de Dalmatie, quelles que soient les périodes ou les langues qu'ils utilisaient (Vénitiens et autres Italiens, Ragusains, Croates).

## Origines
Les Dalmates semblent avoir initialement été une des nombreuses tribus illyriennes qui ont vécu sur la côte adriatique, à Delminium et à Salone, et sont à l'origine du nom « Dalmatie ». D'autres Illyriens côtiers furent les Ardiéens (ou Vardéens) en face de l'île de Pharos. La principale cité dalmate pourrait avoir été Delminium, à proximité de l'actuelle ville de Tomislavgrad, en Bosnie-Herzégovine. L'étymologie du nom est toujours discutée. Selon l'opinion des linguistes albanais protochronistes, « Dalmatie » viendrait d'un mot illyrien que l'on retrouverait aujourd'hui dans l'albanais delmë, signifiant « mouton », à supposer que l'albanais soit effectivement issu des dialectes illyriens. D'autres linguistes affirment que la romanisation des Illyriens, pendant la domination romaine (qui dure ici près de mille ans, de -219 jusqu'au VIIe siècle en comptant l'Empire romain d'Orient), a abouti à l'apparition du dalmate, une langue romane aujourd'hui disparue, tandis que l'albanais, lui, proviendrait du substrat thraco-dace, non romanisé et non illyrien, des langues paléo-balkaniques.
Les rivages adriatiques furent colonisés par des Grecs de Sicile avant d'être conquis par la République romaine : Delminium fut prise par Paul Émile en 219 av. J.-C.. Au IIe siècle av. J.-C., Gentius, roi de l'Illyrie, battu et pris en -168 se vit enlever par les Romains les provinces dalmates qu'il possédait ; Marcius Figulus (-156) et Nasica Corculum (-154) soumirent les Autariates et autres tribus illyriennes. 
En -117 (ou -118), Metellus prit Salone ; en -79 la Dalmatie fut entièrement conquise. Elle se révolta à plusieurs reprises (notamment en l'an 9) et ne fut définitivement soumise qu'en l'an 23. Elle forma avec la Liburnie et la Japydie la province romaine d'Illyrie. La civilisation romaine y fit de rapides progrès. Au IIIe siècle, un des plus célèbres empereurs, Dioclétien, était un Dalmate. Les Dalmates latinisés parlaient une langue romane, le dalmate comprenant plusieurs dialectes, et qui s'est maintenue dans certaines îles jusqu'au XIXe siècle. Toutefois, au fil des siècles, ces « Morlaques » (comme on les a historiquement appelés) ont été absorbés par les Croates, des Slaves arrivés dans les Balkans au VIIe siècle.

## Romanisation
Ce ne sont pas seulement les Dalmates ou Illyriens de la côte adriatique, mais l'ensemble des Illyriens qui, durant la longue domination romaine (six siècles) ont été progressivement romanisés, et dans les principaux ports de la côte, le processus s'est poursuivi sous la tout aussi longue période vénitienne, qui a duré jusqu'à la fin du XVIIIe siècle.
Le dalmate comprenait plusieurs dialectes. Le dialecte ragusain de la région de Dubrovnik (anciennement Raguse, qui après avoir été vassale de Byzance, de Venise et de la Hongrie, devint indépendante au XVe siècle) a cessé d'être parlé au XVIe siècle, la ville passant à l'italien vénitien, et la région au croate. Le dialecte végliote est celui qui a survécu le plus longtemps : il était encore parlé dans l'île de Veglia, aujourd'hui Krk au XIXe siècle et a disparu le 10 juin 1898, à la mort de Tuone Udaina, dernier locuteur du dalmate. L'arrivée des Slaves à partir du VIe siècle a fait, petit à petit et par assimilation, décliner la langue romane dalmate, et les dénominations de « Dalmates » ou « Morlaques » ont fini par désigner tous les habitants du pays, qu'ils soient locuteurs de langues romanes ou slaves méridionales (ici serbo-croate de dialectes tchakavien et chtokavien, dont les parlers ékaviens, iékaviens et ikaviens). De ce changement de sens du mot « dalmate » est née, à l'époque romantique de l'éveil des nationalismes slaves, du panslavisme et de l'austroslavisme, au XIXe siècle, la thèse protochroniste selon laquelle les Illyriens, dont les Dalmates, seraient en fait des Slaves, ancêtres directs des Croates habitant actuellement la région.

## Hypothèses protochronistes
Stanisław Siestrzeńcewicz-Bohusz, dans son livre Précis des recherches historiques sur l'origine des Slaves où Esclavons et des Sarmates, et sur les époques de la conversion de ces Peuples au Christianisme, écrit en 1824 : « les Dalmates introduisirent partout la langue slavonne. La latine vint se mêler à elle par les colons pendant les conquêtes des Romains. Elle ne prit cependant pas racine à côté du dialecte national où ethnique des Slaves, qui le parlaient entre eux, et n'employaient qu'un latin corrompu, qu'ils n'apprenaient qu'autant que leurs relations avec le gouvernement l'exigeaient. Saint Jérôme de Stridon natif de Stridon en Dalmatie, parlait les deux langues ; le Slavon dialecte maternel, et un latin corrompu ; ce n'est qu'à Rome qu'il apprit cette langue, dans toute sa pureté. »
Dans le livre Chronique de Dalimil, écrit : « Dalimil cite la plaine Sennar, où Noé (patriarche) et les siens s’étaient arrêtés. Néanmoins, il n'est pas capable de situer précisément ce lieu. Puis il évoque la construction de la tour et la dispersion des peuples qui s'ensuivit, abordant alors l'origine des Slaves (Serbes dans son récit) qui s'y étaient établis, comme les Grecs, le long de la mer, et s'étendirent jusqu'à Rome. »
Dans la Chronique de Nestor, l'auteur signale la présence des Slaves sur le Danube et dans les Balkans dans l'antiquité tardive.
Selon Johann Kaspar Zeuss dans le livre Die Deutschen und die Nachbarstamme, les Vénètes de l'Illyrie, dont les Dalmates, seraient les ancêtres de tous les Slaves,.
Plus récemment, le russe Anatol A. Klyosov, dans son ouvrage DNA Genealogy, affirme que les Slaves seraient arrivés dans les Balkans il y a 9 000 ans, en se basant sur les études comparatives du gène Y-DNA du Haplogroupe R1a. En fait, sachant que les Slaves méridionaux ont slavisé à partir du VIe siècle les populations antérieures illyriennes, romanisées ou non, qui elles-mêmes avaient « indo-européanisé » à partir du XVIIe siècle av. J.-C. les peuples des Balkans globalement désignés par les auteurs grecs antiques comme « Pélasges », il n'y a rien d'étonnant à ce que des gènes présents dans des ossements vieux de 9 000 ans soient présents chez les balkaniques actuels, mais cela ne signifie pas que Pélasges ou Illyriens (ou même, pourquoi pas, les ancêtres préhistoriques du Néolithique) étaient Slaves,.